# كونسيكا دو بارا
كونسيكا دو بارا (بالبرتغالية: Conceição do Pará‏)؛ بلدية في ولاية ميناس جيرايس في المنطقة الجنوبية الشرقية من البرازيل.